# The Delgados
The Delgados là nhóm nhạc indie rock đến từ Motherwell, North Lanarkshire, Scotland. Nhóm nhạc gồm 4 thành viên: Woodward Alun (ca sĩ, guitar), Pollock Emma (ca sĩ, guitar), Henderson Stewart (chơi bass), và Savage Paul (chơi trống).

## Tiểu sử
Nhóm nhạc được thành lập sau khi các thành viên Woodward, Henderson và Savage bị đuổi khỏi nhóm Bubblegum. Pollock, sau này là bạn gái của Savage, gia nhập nhóm. Tên nhóm được đặt theo tên của tay đua chiến thắng giải Tour de France là Delgado Pedro.
Nhóm đầu tiên ra mắt công chúng với ca khúc "Liquidation Girl" trong album tổng hợp Skookum Chief Powered Teenage Zit Rock Angst của hãng Nardwuar the Human Serviette. Thay vì kí hợp đồng với các hãng thu âm, nhóm bắt đầu hãng thu âm của riêng họ, lấy tên là Chemikal Underground và phát hành những bản thu của riêng họ cũng như các nhóm nhạc địa phương khác như Mogwai và Arab Strap. Bản ra mắt đầu tiên của Chemikal Underground là "Monica Webster / Brand New Car" - đĩa đơn đầu tiên của The Delgados. Đĩa đơn này thu hút sự chú ý của DJ Peel John trên BBC Radio 1  và nhóm nhạc nhanh chóng trở thành nhóm nhạc yêu thích và sau đó được thu âm 7 kì cho chương trình của anh ấy.
Đĩa ra mắt thứ hai của Chemikal Underground là đĩa đơn "Disco Nation 45" bởi nhóm nhạc Bis, không thu được lợi nhuận nên khiến hãng thu âm không thể phát hành những ca khúc tiếp theo của The Delgados, nên đĩa ra mắt tiếp theo của họ "Lazarwalker" phát hành dưới tên của hãng thu âm Radar Records của Anh. Sau đó, nhóm nhạc từ chối hợp tác phát hành album 5 ca khúc khác với Radar, thay vì đó, nhóm tiến tới bản hợp đồng với A&R của họ, Beattie Graeme, để làm việc cho Chemikal Underground.
Đĩa đơn tiếp theo, "Cinecentre" ra mắt vào đầu năm 1996 và cũng là lúc nhóm nhạc biểu diễn nhiều tour và thu âm album ra mắt công chúng đầu tiên. Nhóm nhạc ra mắt thêm hai đĩa đơn nữa, lấy từ album Domestiques ra mắt vào tháng 11 năm 1996. Ca khúc "Under Canvas, Under Wraps" được bầu chọn đứng thứ 3 trên bảng xếp hạng Festive Fifty của Peel John cùng năm.
Nhóm nhạc ra mắt album thứ hai vào năm 1998, Peloton. Ca khúc "Pull the Wires From the Wall" đưa The Delgados vào bảng xếp hạng những ca khúc nổi bật nhất trên UK Singles Chart, đạt vị trí thứ 69. Mối quan hệ của nhóm với Peel vẫn được duy trì với ca khúc "Pull the Wires From the Wall" được bầu chọn đứng vị trí thứ 1 trên Festive Fifty.
Thành công tiếp nối The Delgados với sự ra mắt album The Great Eastern vào năm 2000. Bản thu âm được sản xuất Fridmann Dave. Đĩa đơn tiếp theo của nhóm, "American Trilogy" đạt vị trí 61 trên UK chart. Ca khúc cũng được đề cử cho giải thưởng âm nhạc Mercury.
Từ khi nhóm nhạc tan rã, ca khúc "I Fought the Angels" từ Universal Audio được sử dụng trong tập 4, mùa 2 cho bộ phim Grey's Anatomy từng đoạt giải Golden Globe hạng mục phim y học vào năm 2006. Ca khúc cũng được dùng trong đoạn mở đầu cho loạt phim Lip Service trên kênh BBC Three vào năm 2010.
Đĩa đôi bao gồm 29 ca khúc, The Complete BBC Peel Sessions, ra mắt vào ngày 12 tháng 6 năm 2006 tại châu Âu và sau đó phát hành ở Mỹ. Woodward ra mắt album solo ra mắt công chúng vào tháng 6 năm 2009 dưới tên Lord Cut-Glass. Savage cũng tham gia trong album đó.

### Album
- Domestiques (1996, LP / CD)
- Peloton (1998, LP / CD)
- The Great Eastern (2000, LP / CD)
- Hate (2002, Mantra LP / CD)
- Universal Audio (2004, LP / CD)

### Đĩa đơn và đĩa mở rộng
- "Monica Webster" / "Brand New Car" (1995, 7")
- "I've Only Just Started to Breathe" (Ché, 2x7", cùng Bis, Merzbow và The Golden Mile)
- "Lazarwalker" (1996, Radar 7"/CD)
- "Cinecentre" (1996, 7"/CD)
- "Under Canvas Under Wraps" (1996, 7"/CD)
- "Sucrose" (1996, 7"/CD)
- "Booker-T Jones" (1996, 7", split with Urusei Yatsura)
- "Everything Goes Around the Water" (1998, 7"/CD)
- "Pull the Wires From the Wall" (1998, 7"/CD)
- "The Weaker Argument Defeats the Stronger" (1998, 7"/CD)
- "American Trilogy" (2000, 7"/CD)
- "No Danger (Kids' Choir)" (2000, 7"/CD)
- "Coming in From the Cold" (2002, Mantra 7" /CD)
- "All You Need is Hate" (2003, CD)
- "Everybody Come Down" (2004, 7"/CD)
- "Girls of Valour" (2005, 7")[1]

### Live album
- BBC Sessions (1997, Strange Fruit CD)
- Live at the Fruitmarket (2001, CD)
- The Complete BBC Peel Sessions (2006, CD)[1]